# Paire de boucles d'oreilles en or trouvées dans la tombe Pubuchong
La paire de boucles d'oreilles en or trouvées dans une tombe de Pubuchong est un des trésors nationaux de Corée du Sud, le n°90, classé en 1962.

## Découverte
Les boucles d'oreille furent découvertes en 1915 pendant l'occupation japonaise de la Corée. Datant du royaume de Silla (57-935), elles furent exhumée d'une tombe aujourd'hui appelée Bubuchong ("Tombe du couple"), à Bomun-dong, Gyeongju (ancienne capitale du royaume de Silla, elle est aujourd'hui souvent présentée en tant que « musée sans murs »), province du Gyeongsang du Nord

## Description
Chaque boucle d'oreille se compose d'un anneau épais et creux au sommet, d'un anneau plus fin qui s'emboîte, de 37 grappes de petites feuilles sur deux niveaux et d'un grand pendentif en forme de cœur sur la partie inférieure. La surface des grands anneaux creux est ornée de motifs à trois ou quatre feuilles contenus dans des formes hexagonales d'écailles de tortue réalisées selon les techniques du filigrane et de la granulation. Les ornements suspendus de la partie inférieure sont encore embellis par de minuscules granules d'or (moins de 0.5 mm). La plupart des boucles d'oreilles en or de Silla découvertes jusqu'à présent étaient décorées par les techniques de filigrane et de granulation introduites depuis l'Asie du Sud-Ouest. 